# الجيل الجديد للتقنية (شركة)
الجيل الجديد للتقنية هي إحدى الشركات الليبية الرائدة العاملة في مجال الإتصالات والمعلوماتية والتابعة للشركة الليبية للبريد والإتصالات وتقنية المعلومات القابضة، تأسست شركة الجيل الجديد للتقنية سنة 2008 برأس مال قدره 450 مليون دينار ليبي وتتخذ من العاصمة طرابلس مقراً رئيساً لها؛ جاء تأسيسها للمساهمة في تحسين وتطوير سوق الإتصالات المحلي وذلك بنقل وتوطين التقنيات الحديثة في مجال الإتصالات والمعلوماتية، وترعى شركة الجيل الجديد للتقنية عدداً من المشاريع التي تهدف إلى تطوير قطاع الإتصالات وإنشاء البنية التحتية، كما تسعى الشركة إلى توفير خدمات إتصالات متميزة ومتكاملة بإستخدام أفضل التقنيات الحديثة مع مراعات المعايير الفنية والإدارية المعمول بها محلياً ودولياً.